# Très belles heures de Notre-Dame

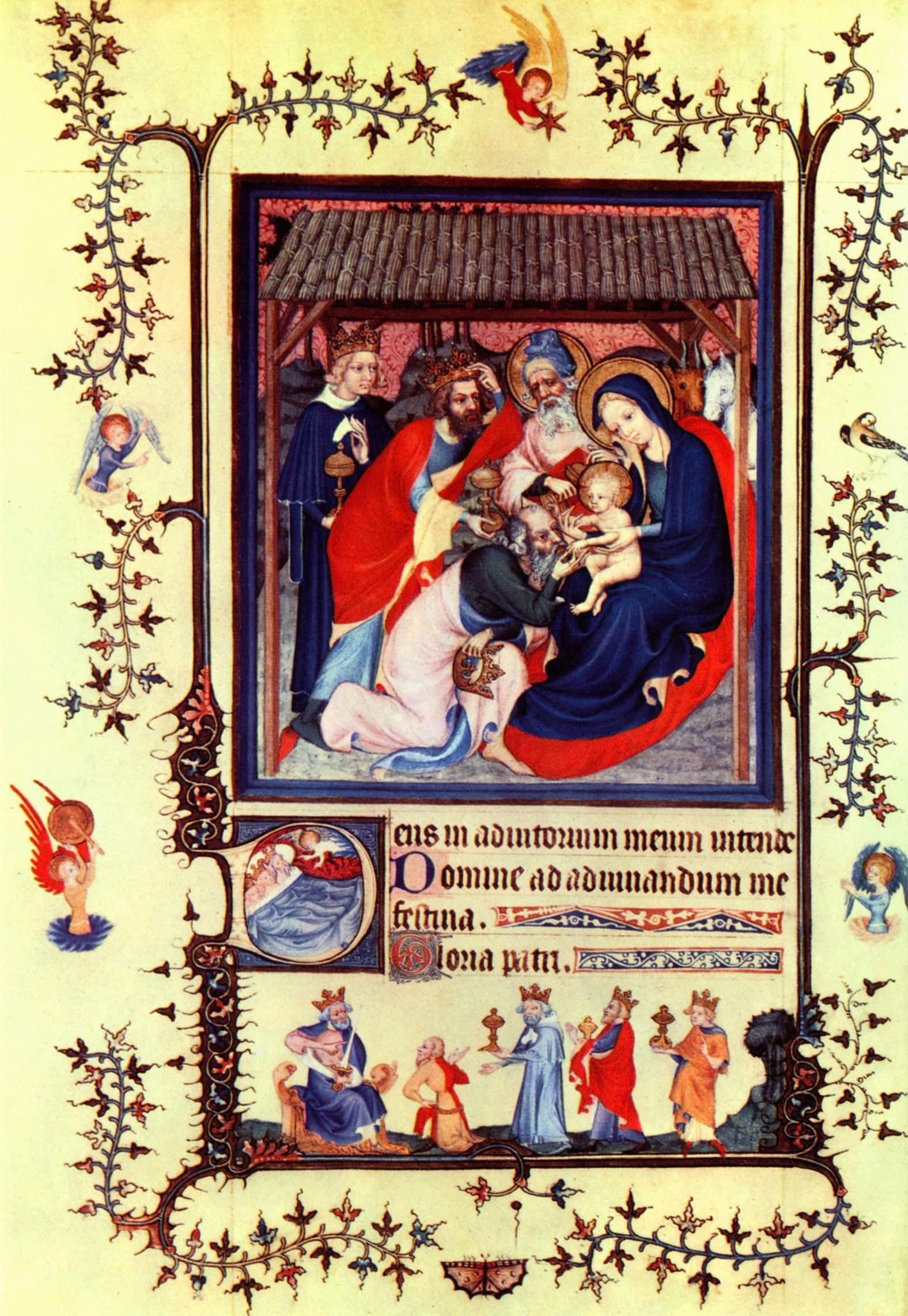
Très belles heures de Notre-Dame, Meester van het parement van Narbonne, De Aanbidding der wijzen

Het Très belles heures de Notre-Dame is een verlucht handschrift origineel gemaakt in het laatste kwart van de 14e eeuw in Frankrijk (Bourges). Het werk werd in 1405 gesplitst. Het deel dat de naam Très belles heures de Notre Dame draagt wordt bewaard in de Bibliothèque nationale de France als Ms. Nouvelle acquisition Latine 3093.

## Geschiedenis
Zoals zo vele handschriften heeft ook dit boek een bewogen geschiedenis. Het huidige handschrift is maar een deel van een van de eerste boeken die Jean, duc de Berry liet maken, bekend onder de naam Les Très belles Heures de Notre-Dame. Jean de Berry gaf de opdracht omstreeks 1380. Anderen plaatsen de opdracht van Jean de Berry eerder rond 1390. König plaatst het werk zelfs in of na 1404 omdat in de kalender de dood van Filips de Goede in 1404 vermeld staat. Het is natuurlijk mogelijk dat dit achteraf aan de kalender werd toegevoegd of dat de ganse kalender later werd toegevoegd. De verluchting aan het boek werd waarschijnlijk in 1409 of daarvoor beëindigd. De miniatuur van het pinkstergebeuren uit dit handschrift, die gekopieerd werd in de Grandes heures du duc de Berry, werd niet van modellen gekopieerd maar van de afgewerkte miniatuur zelf, dit zou de afwerking plaatsen voor 1409 gezien de Grandes Heures volgens een ex libris in het boek in 1409 aan Jean de Berry werden overhandigd.
Origineel werd het boek ontworpen als een combinatie van een getijdenboek met uitgebreide suffragia of een gebedenboek en een missaal. In 1405 werd het boek in opdracht van de hertog gesplitst en in 1412 schenkt de hertog het getijdenboek aan zijn Garde des joyaux Robert d’Estampes. Dit gedeelte, dat de naam van het geheel meekrijgt namelijk Les Très belles Heures de Notre-Dame, blijft in de familie d’Estampes tot in de 18e eeuw. Bij het begin van de Mariagetijden, is in de marge van de annunciatieminiatuur(zie afbeelding hierbij) een biddende dame afgebeeld en ook haar wapenschild is toegevoegd.

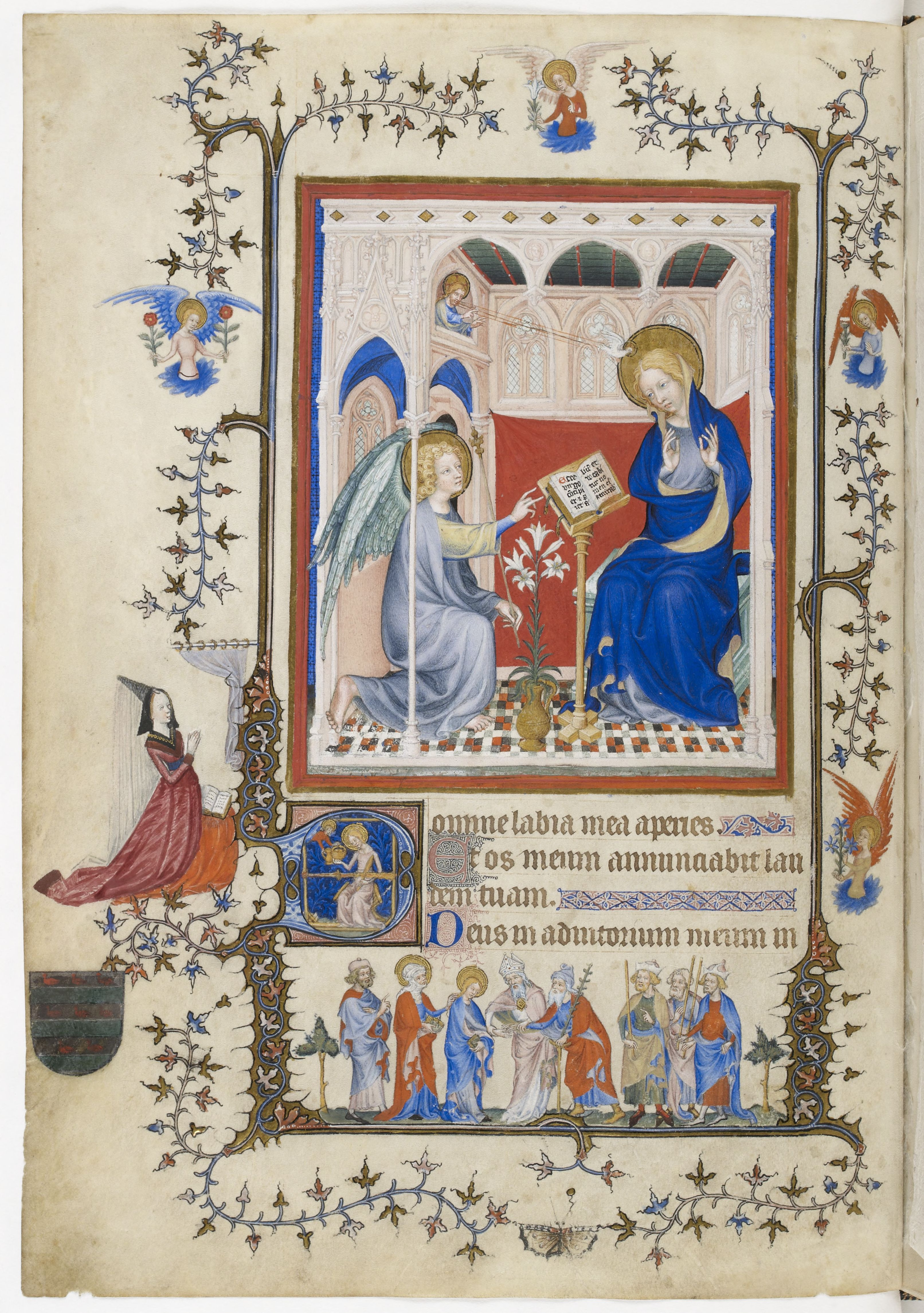
Très belles heures de Notre-Dame, Meester van het parement van Narbonne, Annunciatie met Marguerite de Beauvillier biddend in de marge

Het gaat hier over Marguerite de Beauvillier, een familie waarmee de Estampes zich in de 15e eeuw door huwelijk gelieerd hadden. Daarna komt het handschrift terecht in de bibliotheek van graaf Victor de Saint-Mauris, vervolgens van Auguste de Bastard et uiteindelijk komt het handschrift terecht in de verzameling van Adolphe Rothschild en later van Maurice de Rothschild die het aan de Bibliothèque nationale de France schenkt in 1956, waar het nu bewaard wordt als Ms. Nouvelle acquisition Latine 3093.
Het andere deel van het boek, dat geen getijdenboek meer bevat maar wel een missaal en een gebedenboek wordt het Turijn-Milaan-Getijdenboek genoemd (voor details zie het artikel Turijn-Milaan-Getijdenboek).

## Codicologische gegevens
Het handschrift heeft een formaat van 284 x 203 mm. Het bevat 126 folia en 25 miniaturen (origineel 31). De pagina’s die verlucht zijn met een miniatuur hebben allemaal dezelfde structuur: een hoofdminiatuur in een rechthoekig kader (136 x 108 mm) met daaronder een bas de page (27 x 109 mm) gescheiden door vier lijnen tekst die beginnen met een gehistorieerde initiaal (30 x 35 mm). De tekst is geschreven in één kolom van 20 lijnen in een littera textualis formata.

## Inhoud

### Algemeen
Wat de inhoud betreft is het een vrij klassiek getijdenboek met:
- Kalender folia 1r-6v
- De Mariagetijden folia 7v-f48r
- De boetepsalmen folia 48v-58r
- Dodenofficie folia 58v-83v
- Gebeden van de passie folia 84r-87r
- Heilige Geest getijden folia 87v-96v
- De Passiegetijden folia 97r-118v
- Gebed tot de Drievuldigheid folia 119r-125v
- Gebed tot het Engelenkoor folio 126r

### Kalender
In de kalender zijn een aantal overlijdensdata genoteerd namelijk:
- II kal. februarii. Obitus domine Johanna de Armegniace, duchisse Biturie. - (1387)
- V idus aprilis. Obitus Johannis, regis Francie, anno LXIIII. - (1364.)
- V kal. maii. Obitus Philippi, duchis Burgundie. - (1404.)
- II non. maii. Obitus Ludovici, comitis Stamparum, anno IIIIc - (1400.)
- X kal. septembris. Obitus Philippi de Valesio, rex (sic) Francorum, anno L. - (1350)
- III idus septembris. Obitus domine Bene, duchisse Normannie. - (1349.)
- XVI kal. octobris. Obitus Karoli quinti, anno IIIIc, regis Francorum. - (1380.)
- XII kal. octobris. Obitus Ludovici, regis Cecilie. - (1384.)
- Il idus decembris. Obiit Johanna, regina Francie, uxor regis Philippi de Valesio.

- (1348.)
De data zijn hier opgegeven op de middeleeuwse methode die teruggaat op de Romeinse kalender.
- II kal. Februarii betekent 2 dagen voor de kalenden van februari (1 februari) dus 31 januari
- V idus aprilis betekent vijf dagen voor de iden van april. De iden van april vallen op 13 april dus 9 april.

Naar onze noteringmethode omgezet wordt dat dus:
- 31 januari 1387 overleed Johanna van Armagnac, hertogin van Berry (de echtgenote van Jan van Berry).
- 9 april 1364 overleed Jan, koning van Frankrijk. (moet zijn 8 april)
- 27 april 1404 overleed Filips, hertog van Bourgondië.
- 6 mei 1400 overleed Lodewijk, graaf van Étampes
- 23 augustus 1350 overleed Filips van Valois, koning (sic) van Frankrijk (eigenlijk 22 augustus)
- 11 september 1349 overleed Bonne hertogin van Normandië.[8]
- 16 september 1380 overleed Karel V, koning van Frankrijk.
- 20 september 1384 overleed Lodewijk, koning van Sicilië.[9]
- 12 december 1348 overleed Johanna, koningin van Frankrijk, echtgenote van Filips van Valois (Moet 12 december 1349 zijn, het jaartal van Delisle blijkt niet correct te zijn.).

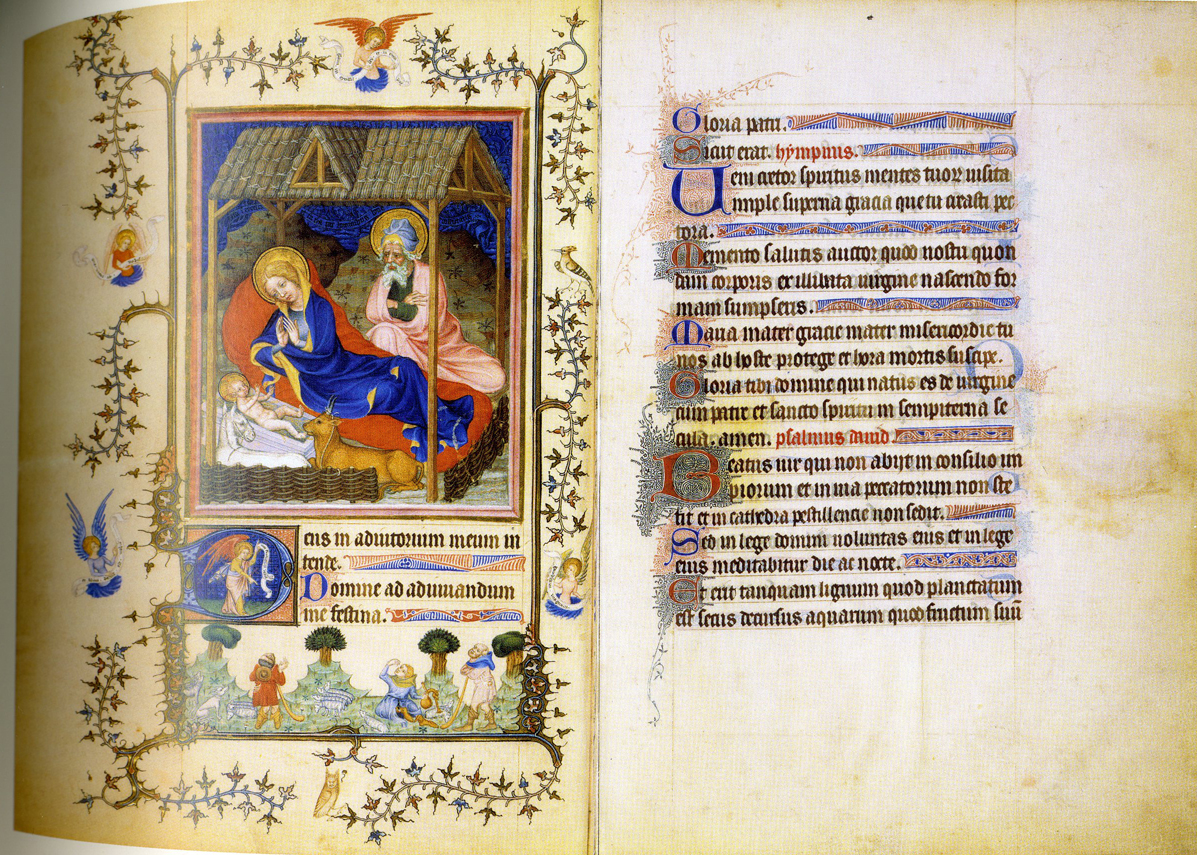
Très belles heures de Notre-Dame, Meester van het parement van Narbonne, De Geboorte van Christus

## De verluchting

### Pagina lay-out
De pagina’s die verlucht zijn met een miniatuur hebben steeds dezelfde structuur: een hoofdminiatuur in een rechthoekig kader (136 x 108 mm) met daaronder een bas de page (27 x 109 mm) gescheiden door vier lijnen tekst die beginnen met een gehistorieerde initiaal (30 x 35 mm). Zoals gebruikelijk is de buitenmarge (ca. 42 mm) veel ruimer dan de binnenmarge (ca. 22 mm), maar ze zijn beiden gelijkwaardig versierd. Op de pagina’s met een grote miniatuur zijn ondermarge en bovenmarge bijna gelijk, op de tekstpagina’s is de ondermarge veel groter dan de bovenmarge.

### Margeversiering
Links en rechts van de miniaturen en onder de bas de page bevindt zich een staafvormige rank waaruit klimopblaadjes groeien aan de uiteindes en in het midden. Als het gebed begint met de initiaal D, wat bijna de regel is, groeien de ranken uit de initiaal. Verder zijn de marges versierd met engeltjes, vogels en vlinders. In de bovenmarge is dit steeds een engel met uitzondering van de miniatuur bij het dodenofficie waar in de bovenmarge een steenuil geschilderd is, in de middeleeuwen geassocieerd met de dood. Ook bij de laatste twee miniaturen, toegeschreven aan een van de Gebroeders Van Limburg, zien we geen engel maar een tafereel.

### Gehistorieerde initialen
Elke gebedsstonde in de getijden begint met een gehistorieerde initiaal van 4 lijnen hoog. In die initialen zijn taferelen afgebeeld die verband houden met het thema van de hoofdminiatuur of met het thema behandeld in de bas de page. We zien bijvoorbeeld op de beginpagina van de none in de hoofdminiatuur de opdracht van Jezus in de tempel. In de initiaal zien we Jozef die in een droom door een engel gewaarschuwd wordt dat hij met zijn gezinnetje naar Egypte moet vluchten en in de bas de page zien we de vlucht naar Egypte met het mirakel van het graan. Op de beginbladzijde van de vespers zie we dan in de gehistorieerde initiaal, koning Herodes die aan een soldaat de opdracht geeft voor de kindermoord die we afgebeeld zien in de fries onderaan de bladzijde. Ook de engeltjes die in de marge geschilderd zijn maken dikwijls deel uit van het hoofdtafereel.

### Miniaturen

#### Verluchtingsprogramma
Het verluchtingsprogramma ziet er als volgt uit:
| Fol.  | Uur                               | Hoofdminiatuur                                      | Initiaal                                                                                | Bas de page                                                           |
| ----- | --------------------------------- | --------------------------------------------------- | --------------------------------------------------------------------------------------- | --------------------------------------------------------------------- |
|       | Mariagetijden                     |                                                     |                                                                                         |                                                                       |
| f7v   | Metten                            | Annunciatie                                         | Maria wevend in de tempel en een engel die haar eten brengt                             | Het huwelijk van Jozef en Maria                                       |
| f20v  | Lauden                            | Visitatie                                           | Jozef ontdekt Maria’s zwangerschap                                                      | Jozef verwittigd door een engel vertrekt naar Bethlehem               |
| f27v  | Priem                             | De geboorte van Christus                            | Engel met boodschap aan de herders                                                      | De boodschap aan de herders                                           |
| f31v  | Terts                             | Aanbidding der wijzen                               | Bezoek van de wijzen aan Herodes                                                        | Een engel waarschuwt de wijzen om niet langs Herodes terug te keren   |
| f34v  | Sext                              | Opdracht in de tempel                               | Jozef krijgt opdracht om naar Egypte te vluchten                                        | Het mirakel van het graan                                             |
| f37v  | None                              | Jezus onderwijst de schriftgeleerden                | Herodes geeft opdracht voor de kindermoord                                              | De moord op de onnozele kinderen                                      |
| f40v  | Vespers                           | De bruiloft te Kana                                 | Mirakel van de vermenigvuldiging van de broden en de vissen                             | De menigte die van de broden en de vissen eet                         |
| f44v  | Completen                         | De kroning van Maria in de hemel                    | Engelen in gebed tot Maria                                                              | De dood van Maria                                                     |
|       | Dodenvigilie                      |                                                     |                                                                                         |                                                                       |
| f58v  |                                   | Monniken in gebed bij een katafalk                  | Twee personen die het dodenvigilie bidden(?)                                            | Rouwstoet op weg naar het kerkhof                                     |
|       | Passiegebeden                     |                                                     |                                                                                         |                                                                       |
| f84r  |                                   | Twee engelen tonen het lichaam van de gekruisigde   | Marguerite de Beauvillier biddend                                                       | De nederdaling ter helle met de verlossing van Adam en Eva uit de hel |
|       | Heilige Geest-getijden            |                                                     |                                                                                         |                                                                       |
| f87v  | Metten                            | Het doopsel van Christus in de Jordaan              | De tronende kerk met de H. Geest                                                        | Doopstoet op weg naar de kerk                                         |
| f89v  | Lauden                            | Nederdaling van de H. Geest(Pinkstergebeuren)       | De tronende kerk met de H. Geest                                                        | Sacrament van het doopsel                                             |
| f91r  | Priem                             | Verrijzenis van de dode                             | De tronende kerk met de H. Geest                                                        | Sacrament van het vormsel                                             |
|       | Terts                             | Ontbreekt                                           |                                                                                         |                                                                       |
|       | Sext                              | Ontbreekt                                           |                                                                                         |                                                                       |
| f93r  | None                              | Afbeelding van het gebed ”Veni Creator Spiritus”(?) | De tronende kerk met de H. Geest                                                        | Sacrament van de Eucharistie                                          |
| f94v  | Vespers Afbeelding van een gebed  | De tronende kerk met de H. Geest                    | Sacrament van het huwelijk                                                              |                                                                       |
| f95v  | Completen                         | De zending van de Apostelen                         | De tronende kerk met de H. Geest                                                        | Sacrament van de stervenden                                           |
|       | Passiegetijden                    |                                                     |                                                                                         |                                                                       |
| f97r  | Metten                            | Gevangenneming van Christus                         | Wake van Christus in de olijfhof                                                        | Het verraad van Judas                                                 |
| f101r | Lauden                            | Christus voor Kaifas                                | De bespotting van Christus                                                              | Christus voor de hogepriesters                                        |
| f103v | Priem                             | Christus voor Pilatus                               | Petrus verloochent Jezus                                                                | Het berouw en de zelfmoord van Judas                                  |
| f105v | Terts                             | De geseling van Christus                            | Christus ondervraagd door Herodes                                                       | Christus ondervraagd door Pilatus                                     |
| f108v | Sext                              | De kruisdraging                                     | Pilatus wast zijn handen in onschuld                                                    | Ecce Homo                                                             |
| f111r | None                              | De kruisiging                                       | Soldaten dobbelen om het kleed van Christus                                             | Kruisiging                                                            |
| f114v | Vespers                           | Kruisafname                                         | Jozef van Arimathea en Nicodemus vragen aan Pilatus toestemming om Christus te begraven | Pieta                                                                 |
|       | Completen                         | Ontbreekt                                           |                                                                                         |                                                                       |
|       | Gebed tot de Drievuldigheid       |                                                     |                                                                                         |                                                                       |
| f119r |                                   | Gebed tot de Drievuldigheid                         | De schepping van Eva uit de rib van Adam                                                | Drie scènes uit het scheppingsverhaal                                 |
|       | Gebed met de engelenkoren tot God |                                                     |                                                                                         |                                                                       |
| f119r |                                   | Gebed met de engelenkoren tot God de Vader          | De heilige Hiëronymus                                                                   | Het verhaal van de heremieten uit de woestijn van Thebe               |

De grote miniaturen, die telkens een gebedsstonde inleiden, volgen niet de beeldcyclus die gebruikelijk is in de Franse getijdenboeken namelijk:
- Metten: Annunciatie
- Lauden: Visitatie
- Priem: De geboorte van Christus
- Terts: Aankondiging aan de herders
- Sext: Aanbidding der wijzen
- None: Opdracht in de tempel
- Vespers: Vlucht naar Egypte
- Completen:De dood en kroning van de Heilige Maagd

De cyclus voor het Mariagetijde in de Très belles heures de Notre-Dame vindt u in de tabel hierboven. Een aantal scènes ontbreken, namelijk de aankondiging aan de herders en de vlucht naar Egypte en andere zijn verplaatst: de aanbidding der wijzen en de opdracht in de tempel. Bovendien bevat deze cyclus twee zeer afwijkende miniaturen. De eerste is de afbeelding met de bruiloft te Kana, die zelden of nooit in een getijdenboek is te vinden. Het enige andere getijdenboek waarin dit tafereel voorkomt is de Grandes Heures du duc de Berry. De afbeelding in de "Grandes Heures" op folio 41 lijkt een getrouwe kopie van de afbeelding hier.

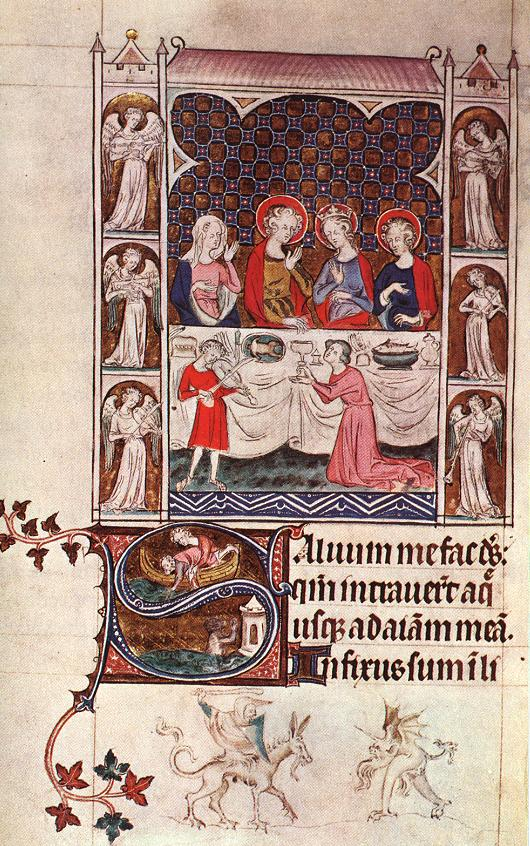
Queen Mary psalter, De bruiloft te Kana

Dit tafereel komt ook voor in het Queen Mary Psalter een handschrift dat omstreeks 1310-1320 werd vervaardigd in Londen, mogelijk voor Isabella van Frankrijk echtgenote van Edward II van Engeland. De tweede vrij aparte miniatuur is de voorstelling van Jezus als twaalfjarig kind, die in de tempel een gesprek heeft met de schriftgeleerden (Lucas 3,41-53), ook deze afbeelding komt zelden of nooit voor in getijdenboeken.
De getijden van de Heilige Geest worden in getijdenboeken zeer dikwijls ingeleid door een miniatuur van het pinkstergebeuren en verder niet verlucht. In de zeldzame gevallen waar ze wel verlucht worden, worden thema’s gekozen uit de "werken van de heilige geest" zoals het pinkstergebeuren, de prediking door de apostelen, het doopsel van Christus etc. De miniaturen die we hier terugvinden kaderen in dit schema voor de metten, de lauden en de completen. De verluchting van de andere gebedsstonden wijkt hiervan af en is moeilijk te duiden voor de verluchting van de noon en de vespers. In de bas de page vinden we voorstellingen van de zeven sacramenten op de biecht en de priesterwijding na, die zich waarschijnlijk op de verdwenen folia bevonden.
De verluchting van de passiegetijden volgt dan weer de traditionele iconografie. Het verhaal op zich laat trouwens weinig mogelijkheden voor vrije interpretatie omdat de gebeurtenissen aan bepaalde uren gebonden zijn (de kruisdood aan de noon en de gevangenneming aan de nacht dus de metten) en de plaats van de andere scènes daar logisch uit voort vloeit.

#### De kunstenaars

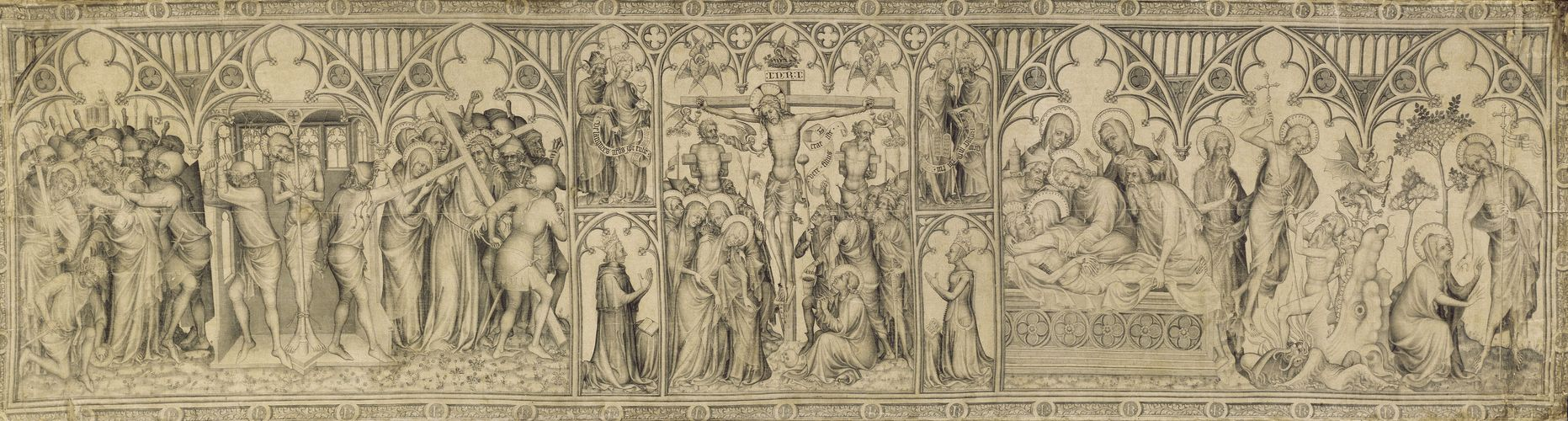
Parement van Narbonne, Louvre, MI1121

Het boek is een staalkaart van de stijlevolutie in de miniatuurkunst voor de periode van 1360-1410. Als men de delen die verloren gegaan zijn bij de brand in Turijn en het huidige nog bewaarde deel van Turijn erbij neemt, wordt die periode zelfs nog groter. Maar als we ons beperken tot de 126 folia van het Parijse deel, vinden we er miniaturen in terug van de Meester van het parement van Narbonne (1360) tot de Gebroeders Van Limburg (1416).
De Meester van het parement van Narbonne, de artiest die met de verluchting van het handschrift begon, wordt tegenwoordig dikwijls geassocieerd met Jean d’Orleans die in dienst was van Karel V van Frankrijk. Hij kreeg zijn noodnaam naar een op zijde in grisaille geschilderd frontdoek (286 x 77,5 cm) voor de versiering van het altaar van de voormalige kathedraal van Sint Justus in Narbonne. Hij (Jean d’Orleans) was werkzaam tussen 1361 en 1407. Hij was vertrouwd met het werk van Jean Pucelle en met de Sienese kunst en met de Engelse kunst zoals blijkt uit verscheidene analogieën met het Queen Mary Psalter.
De marges, de initialen en de bas de pages zijn het werk van het atelier van de Meester van het parement van Narbonne. De marges initialen en bas de pages werden afgewerkt vooraleer aan de hoofdminiaturen begonnen werd, dus ook de bas de pages in de Heilig Geest getijden zijn van het atelier van de Meester van het parement van Narbonne.
De hoofdminiaturen in de Mariagetijden, het dodenvigilie, de passiegebeden en de passiegetijden zijn grotendeels van de hand van de Meester van het parement van Narbonne zelf. De gevangenneming, de kruisdraging en de kruisiging in de passie getijden zijn trouwens duidelijk gebaseerd op de identieke scènes in het parement van Narbonne. De miniaturen van deze meester tonen duidelijk nog de invloed van Pucelle. Het grootste gedeelte van de miniaturen die niet werden gemaakt door de Meester van het parement van Narbonne bevond zich in de delen van het boek die in Turijn en Milaan terechtkwamen, in het Parijse gedeelte is er, behalve de twee miniaturen toegeschreven aan de gebroeders van Limburg, slechts sprake van één andere meester.
Die andere meester kennen we slechts onder de noodnaam Meester van de Heilige Geest. De verluchting van de Heilig Geest getijden is van zijn hand. Hij heeft waarschijnlijk pas aan het handschrift gewerkt na Jean d’Orleans. Volgens de toewijzingen van de BnF zou deze laatste ook betrokken zijn bij de miniaturen van de kruisdraging, de kruisiging en de kruisafname van de passiegetijden, maar gezien de analogieën met het altaarkleed van Narbonne is de tekening van deze miniaturen zonder twijfel toe te wijzen aan de Meester van het parement van Narbonne. De miniaturen van de Meester van de Heilige Geest tonen duidelijk de stijlevolutie. De landschappen gaan de realistische richting uit en ook de afbeeldingen van de personages zijn sterk geëvolueerd. Stilistisch leunt deze meester aan bij Jacquemart de Hesdin.
Volgens König zouden, de miniaturen van de kruisiging en de kruisafname in de passiegetijden en de miniatuur met het doopsel van Christus in de Heilig Geest getijden, afgewerkt zijn door de Groep van Sint Jan de doper die voornamelijk actief waren in het missaal gedeelte van het oorspronkelijke werk. Hun naam is gegeven naar een miniatuur van Sint Jan de Doper in de woestijn, die zich bevond in het verbrande werk in Turijn.
De laatste twee miniaturen worden toegeschreven aan een van de gebroeders van Limburg. Van hen is er geen werk terug te vinden in het gedeelte dat van het Parijse handschrift werd afgesplitst. Het lijkt erop dat deze laatste miniaturen in opdracht van Robert d’Estampes werden gemaakt om onafgewerkte bladzijden in het gedeelte dat toen al in zijn bezit was, te laten aanvullen, maar hier is uiteraard geen bewijs van.